# Morfil
L'isola Morfil (in francese île à Morfil) è la maggiore isola del Senegal.

## Geografia
Morfil è un'isola fluviale che si trova a nord del Paese alla confluenza del fiume Senegal e di un suo braccio secondario, il fiume Douè. Con i suoi 1.250 km² l'isola Morfil si colloca al 281º posto tra le isole più grandi del mondo e consiste in una stretta striscia di terra lunga più di 100 km, spesso paludosa. I due villaggi principali sono Podor nell'estremo ovest e Saldè nell'estremo est.
Il nome francese significa letteralmente "isola dell'avorio" e il nome è dovuto agli elefanti che un tempo (ora non più) abitavano l'isola.